# 容克斯Ju 252运输机

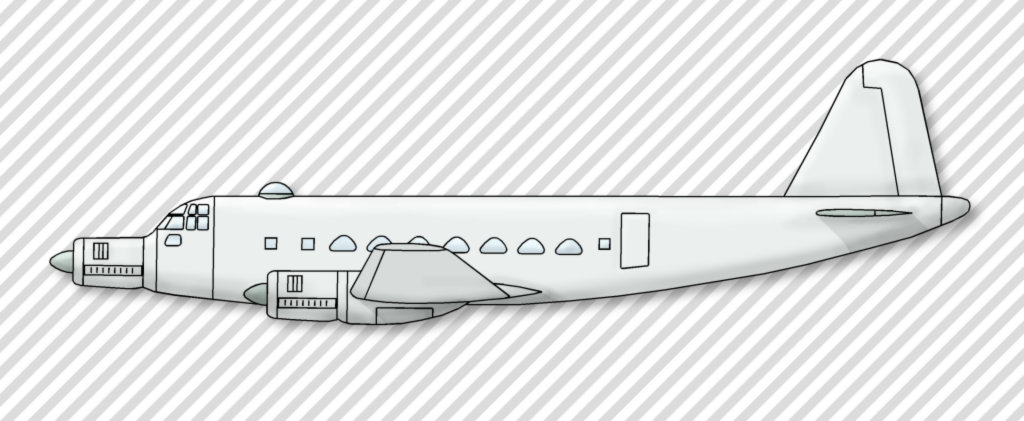
容克斯Ju 252运输机

容克斯Ju 252运输机（Junkers Ju 252）是德国在二战期间研发的运输机型，于1941年10月底完成首飞。按原计划，此机型是客机/运输机容克斯Ju 52的Ju 52/3m型号的替代者，用于民用航空，在被納粹德國空軍定为军用运输机后，只有极少数量完工。